# Manuel de Soto y Solares
Manuel de Soto y Solares (Sevilla; 1839 – 1906), fue un constructor de guitarras que desarrolló su oficio en la ciudad Sevilla en la segunda mitad del siglo XIX, en concreto "vivió en Sevilla entre los años 1839 y 1906". Su taller estaba situado en torno a la Calle Cerrageria. "En esta calle convivió con otros artesanos del gremio como el almeriense Antonio Torres, con quien parece que compartió incluso taller y que llegó a convertirse en el creador de la guitarra clásica y flamenca que hoy conocemos".  El taller estuvo situado "primero en el número 36, a continuación, en el número 4, y finalmente en el número 7." 

## Biografía
Manuel de Soto y Solares nació el 1 de febrero de 1839, hijo de Manuel de Soto Castañón y María del Carmen Solares. Su padre que fuera también guitarrero fue quien le enseñó el oficio. Además, en su certificado de bautismo figura que sus dos abuelos fueron constructores de guitarra. Se trataba pues de la tercera generación de una familia de guitarreros, por lo que el oficio le venía de familia y se caracterizó por fabricar guitarras con un buen acabado y belleza".
Según José Ramírez III, si Torres hacía una guitarra que no estaba a la altura de sus expectativas, se la vendería a Manuel para que la vendiera éste bajo su marca. Aunque no es improbable que Torres hiciera guitarras para Soto, esta historia probablemente sea una interpretación romántica de la común transacción de instrumentos llevada a cabo entre los constructores.

## Legado
Manuel de Soto se casó con Rosa Sánchez y tuvo tres hijas y dos hijos. A su fallecimiento, sus hijas continuaron el taller con el nombre de Sucesores Manuel de Soto y Solares y lo convirtieron en una fábrica de guitarras que continuó produciendo instrumentos hasta bien entrado el siglo XX. 
En la actualidad apenas se conservan una quincena de instrumentos que se encuentran en museos como el "Museo de Artes y Costumbres populares de Sevilla" y en colecciones particulares. 

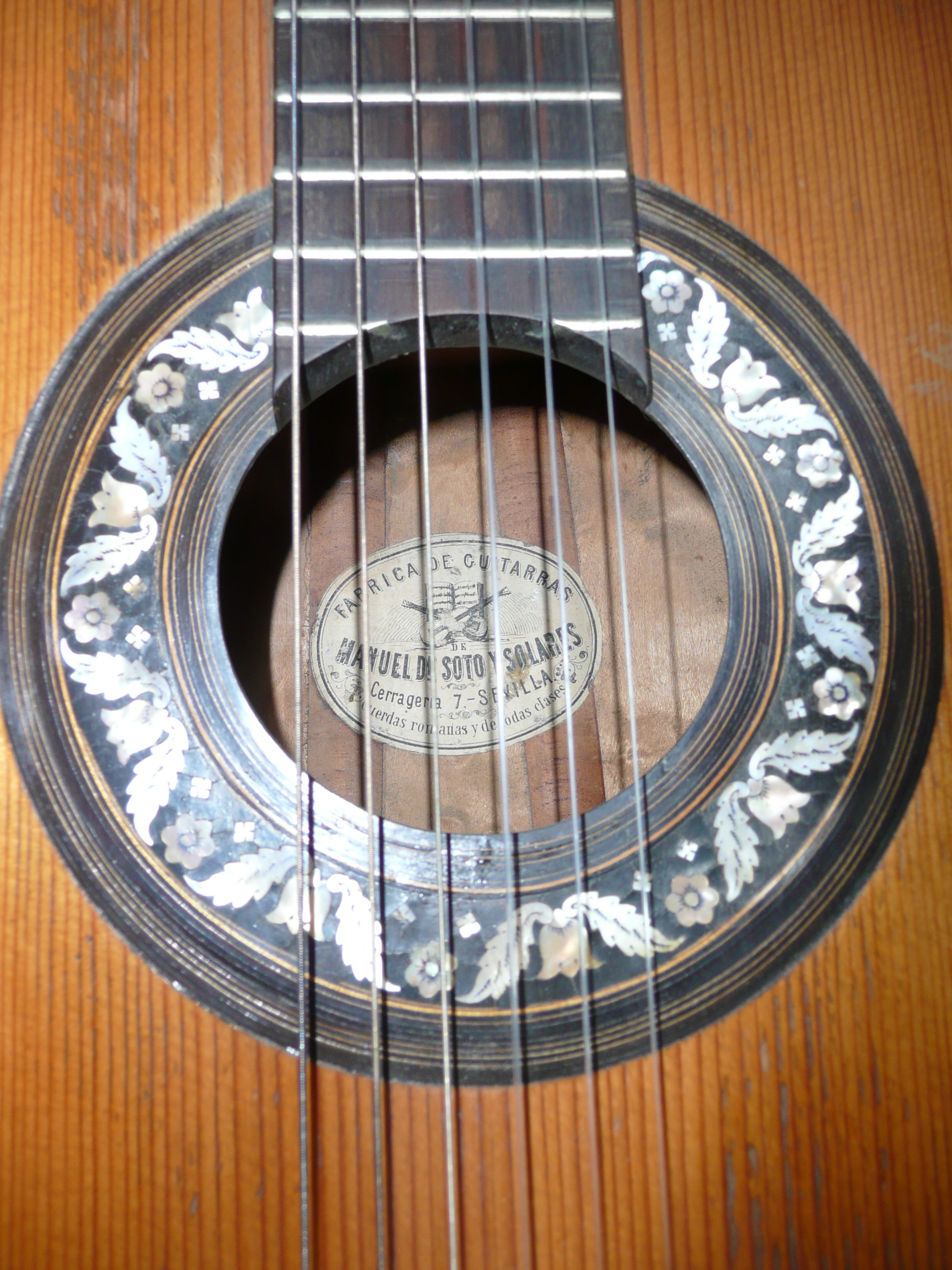
Manuel de Soto y Solares. Roseta y etiqueta.